# Tour Down Under 2008
La 10.ª edición del Tour Down Under se disputó entre el 22 y el 27 de enero de 2008 en Adelaida y sus alrededores, al sur de Australia.
La prueba perteneció al circuito UCI ProTour 2008.
El ganador y claro dominador de la prueba fue André Greipel (que además ganó cuatro etapas). Le acompañaron en el podio Allan Davis y Jose Joaquín Rojas, segundo y tercero respectivamente.

## Equipos participantes
Participaron en la prueba los 18 equipos de categoría UCI ProTour (al ser obligada su participación); más una selección de Australia (con corredores de equipos de los Circuitos Continentales UCI) bajo en nombre de UniSA-Australia). Los equipos participantes fueron:
| ProTeams (18)- AG2R-La Mondiale - Astana - Bouygues Telecom - Caisse d'Épargne - Cofidis-Le Crédit par Téléphone - Crédit agricole - CSC - Euskaltel-Euskadi - Gerolsteiner - High Road - La Française des jeux - Lampre - Liquigas - Team Milram - Quick Step - Rabobank - Saunier Duval-Scott - Silence-Lotto translation for headoftableIII_translate index 39 not found- UniSA-Australia |
| |

## Carrera de exhibición

### Down Under Classic, 20-01-2008
Dos días antes del comienzo del Tour Down Under se disputó una clásica de exhibición, no oficial de categoría .NE.
| Resultados de la carrera \| \| Ciclista \| Equipo \| Tiempo \| \| - \| ------------- \| --------------- \| --------- \| \| 1 \| André Greipel \| High Road \| 1h 09'20" \| \| 2 \| Mark Renshaw \| Crédit Agricole \| m.t. \| \| 3 \| Robbie McEwen \| Silence Lotto \| m.t. \| |               |                 |           |
| | Ciclista      | Equipo          | Tiempo    |
| 1 | André Greipel | High Road       | 1h 09'20" |
| 2 | Mark Renshaw  | Crédit Agricole | m.t.      |
| 3 | Robbie McEwen | Silence Lotto   | m.t.      |

## Recorrido
El Tour Down Under dispuso de seis etapas para un recorrido total de 785 kilómetros, donde se contempla en las cinco primeras etapas algunas dificultades en varios puntos de la carrera. La etapa seis marca el final de la carrera con un circuito urbano por los alrededores del centro de Adelaida.
| Etapa     | Fecha     | Recorrido               | type        | Distancia (km) | Ganador       | Líder         |
| --------- | --------- | ----------------------- | ----------- | -------------- | ------------- | ------------- |
| 1.ª etapa | 22 de ene | Mawson Lakes – Angaston | etapa llana | 129            | Mark Renshaw  | Mark Renshaw  |
| 2.ª etapa | 23 de ene | Stirling – Hahndorf     | etapa llana | 148            | André Greipel | Graeme Brown  |
| 3.ª etapa | 24 de ene | Unley – Victor Harbor   | etapa llana | 139            | Allan Davis   | Mark Renshaw  |
| 4.ª etapa | 25 de ene | Mannum – Strathalbyn    | etapa llana | 134            | André Greipel | Mark Renshaw  |
| 5.ª etapa | 26 de ene | Willunga – Willunga     | etapa llana | 147            | André Greipel | André Greipel |
| 6.ª etapa | 27 de ene | Adelaida – Adelaida     | etapa llana | 88             | André Greipel | André Greipel |

## Etapas

### Etapa 1
| Mawson Lakes - Angaston | etapa llana | (129 km) |

| \| Clasificación de la etapa \| Clasificación de la etapa \| Clasificación de la etapa \| Clasificación de la etapa \| Clasificación de la etapa \| \| Ciclista \| Ciclista \| Equipo \| Tiempo \| \| \| ------------------------- \| ------------------------- \| ------------------------- \| ------------------------- \| ------------------------- \| \| 1.º \| Mark Renshaw \| Crédit Agricole \| 3 h 13 min 23 s \| \| \| 2.º \| José Joaquín Rojas \| Caisse d'Épargne \| + 0 s \| \| \| 3.º \| Graeme Brown \| Rabobank \| + 0 s \| \| \| 4.º \| Allan Davis \| UniSA-Australia \| + 0 s \| \| \| 5.º \| Robert Förster \| Gerolsteiner \| + 0 s \| \| \| 6.º \| Stuart O'Grady \| CSC \| + 0 s \| \| \| 7.º \| Mathew Hayman \| Rabobank \| + 0 s \| \| \| 8.º \| André Greipel \| High Road \| + 0 s \| \| \| 9.º \| Lloyd Mondory \| AG2R-La Mondiale \| + 0 s \| \| \| 10.º \| Murilo Fischer \| Liquigas \| + 0 s \| \| |                    |                  |                 |
| |                    |                  |                 |
| |                    |                  |                 |
| Clasificación de la etapa |                    |                  |                 |
| Ciclista | Ciclista           | Equipo           | Tiempo          |
| 1.º | Mark Renshaw       | Crédit Agricole  | 3 h 13 min 23 s |
| 2.º | José Joaquín Rojas | Caisse d'Épargne | + 0 s           |
| 3.º | Graeme Brown       | Rabobank         | + 0 s           |
| 4.º | Allan Davis        | UniSA-Australia  | + 0 s           |
| 5.º | Robert Förster     | Gerolsteiner     | + 0 s           |
| 6.º | Stuart O'Grady     | CSC              | + 0 s           |
| 7.º | Mathew Hayman      | Rabobank         | + 0 s           |
| 8.º | André Greipel      | High Road        | + 0 s           |
| 9.º | Lloyd Mondory      | AG2R-La Mondiale | + 0 s           |
| 10.º | Murilo Fischer     | Liquigas         | + 0 s           |

| \| Clasificación general \| Clasificación general \| Clasificación general \| Clasificación general \| Clasificación general \| \| Ciclista \| Ciclista \| Equipo \| Tiempo \| \| \| --------------------- \| --------------------- \| ------------------------------- \| --------------------- \| --------------------- \| \| 1.º \| Mark Renshaw \| Crédit Agricole \| 3 h 13 min 23 s \| \| \| 2.º \| José Joaquín Rojas \| Caisse d'Épargne \| + 4 s \| \| \| 3.º \| Mickaël Buffaz \| Cofidis-Le Crédit par Téléphone \| + 4 s \| \| \| 4.º \| Graeme Brown \| Rabobank \| + 6 s \| \| \| 5.º \| Dimitri Champion \| Bouygues Telecom \| + 6 s \| \| \| 6.º \| Richie Porte \| \| + 8 s \| \| \| 7.º \| Allan Davis \| UniSA-Australia \| + 10 s \| \| \| 8.º \| Robert Förster \| Gerolsteiner \| + 10 s \| \| \| 9.º \| Stuart O'Grady \| CSC \| + 10 s \| \| \| 10.º \| Mathew Hayman \| Rabobank \| + 10 s \| \| |                    |                                 |                 |
| |                    |                                 |                 |
| |                    |                                 |                 |
| Clasificación general |                    |                                 |                 |
| Ciclista | Ciclista           | Equipo                          | Tiempo          |
| 1.º | Mark Renshaw       | Crédit Agricole                 | 3 h 13 min 23 s |
| 2.º | José Joaquín Rojas | Caisse d'Épargne                | + 4 s           |
| 3.º | Mickaël Buffaz     | Cofidis-Le Crédit par Téléphone | + 4 s           |
| 4.º | Graeme Brown       | Rabobank                        | + 6 s           |
| 5.º | Dimitri Champion   | Bouygues Telecom                | + 6 s           |
| 6.º | Richie Porte       |                                 | + 8 s           |
| 7.º | Allan Davis        | UniSA-Australia                 | + 10 s          |
| 8.º | Robert Förster     | Gerolsteiner                    | + 10 s          |
| 9.º | Stuart O'Grady     | CSC                             | + 10 s          |
| 10.º | Mathew Hayman      | Rabobank                        | + 10 s          |

### Etapa 2
| Stirling - Hahndorf | etapa llana | (148 km) |

| \| Clasificación de la etapa \| Clasificación de la etapa \| Clasificación de la etapa \| Clasificación de la etapa \| Clasificación de la etapa \| \| Ciclista \| Ciclista \| Equipo \| Tiempo \| \| \| ------------------------- \| ------------------------- \| ------------------------- \| ------------------------- \| ------------------------- \| \| 1.º \| André Greipel \| High Road \| 3 h 46 min 55 s \| \| \| 2.º \| Graeme Brown \| Rabobank \| + 0 s \| \| \| 3.º \| Allan Davis \| UniSA-Australia \| + 0 s \| \| \| 4.º \| José Joaquín Rojas \| Caisse d'Épargne \| + 0 s \| \| \| 5.º \| Aaron Kemps \| Astana \| + 0 s \| \| \| 6.º \| José Alberto Benítez \| Saunier Duval-Scott \| + 0 s \| \| \| 7.º \| Mark Renshaw \| Crédit Agricole \| + 0 s \| \| \| 8.º \| Aurélien Clerc \| Bouygues Telecom \| + 0 s \| \| \| 9.º \| Denis Flahaut \| Saunier Duval-Scott \| + 0 s \| \| \| 10.º \| Mirco Lorenzetto \| Lampre \| + 0 s \| \| |                      |                     |                 |
| |                      |                     |                 |
| |                      |                     |                 |
| Clasificación de la etapa |                      |                     |                 |
| Ciclista | Ciclista             | Equipo              | Tiempo          |
| 1.º | André Greipel        | High Road           | 3 h 46 min 55 s |
| 2.º | Graeme Brown         | Rabobank            | + 0 s           |
| 3.º | Allan Davis          | UniSA-Australia     | + 0 s           |
| 4.º | José Joaquín Rojas   | Caisse d'Épargne    | + 0 s           |
| 5.º | Aaron Kemps          | Astana              | + 0 s           |
| 6.º | José Alberto Benítez | Saunier Duval-Scott | + 0 s           |
| 7.º | Mark Renshaw         | Crédit Agricole     | + 0 s           |
| 8.º | Aurélien Clerc       | Bouygues Telecom    | + 0 s           |
| 9.º | Denis Flahaut        | Saunier Duval-Scott | + 0 s           |
| 10.º | Mirco Lorenzetto     | Lampre              | + 0 s           |

| \| Clasificación general \| Clasificación general \| Clasificación general \| Clasificación general \| Clasificación general \| \| Ciclista \| Ciclista \| Equipo \| Tiempo \| \| \| --------------------- \| --------------------- \| --------------------- \| --------------------- \| --------------------- \| \| 1.º \| Graeme Brown \| Rabobank \| 7 h 00 min 18 s \| \| \| 2.º \| Mark Renshaw \| Crédit Agricole \| + 0 s \| \| \| 3.º \| André Greipel \| High Road \| + 0 s \| \| |               |                 |                 |
| |               |                 |                 |
| |               |                 |                 |
| Clasificación general |               |                 |                 |
| Ciclista | Ciclista      | Equipo          | Tiempo          |
| 1.º | Graeme Brown  | Rabobank        | 7 h 00 min 18 s |
| 2.º | Mark Renshaw  | Crédit Agricole | + 0 s           |
| 3.º | André Greipel | High Road       | + 0 s           |

### Etapa 3
| Unley - Victor Harbor | etapa llana | (139 km) |

| \| Clasificación de la etapa \| Clasificación de la etapa \| Clasificación de la etapa \| Clasificación de la etapa \| Clasificación de la etapa \| \| Ciclista \| Ciclista \| Equipo \| Tiempo \| \| \| ------------------------- \| ------------------------- \| ------------------------- \| ------------------------- \| ------------------------- \| \| 1.º \| Allan Davis \| UniSA-Australia \| 3 h 13 min 48 s \| \| \| 2.º \| Mark Renshaw \| Crédit Agricole \| + 0 s \| \| \| 3.º \| Mathew Hayman \| Rabobank \| + 0 s \| \| \| 4.º \| Davide Vigano \| Quick Step \| + 0 s \| \| \| 5.º \| André Greipel \| High Road \| + 0 s \| \| \| 6.º \| Stuart O'Grady \| CSC \| + 0 s \| \| \| 7.º \| Pieter Jacobs \| Silence-Lotto \| + 0 s \| \| \| 8.º \| Aurélien Clerc \| Bouygues Telecom \| + 0 s \| \| \| 9.º \| Martin Elmiger \| AG2R-La Mondiale \| + 0 s \| \| \| 10.º \| Philippe Gilbert \| La Française des jeux \| + 0 s \| \| |                  |                       |                 |
| |                  |                       |                 |
| |                  |                       |                 |
| Clasificación de la etapa |                  |                       |                 |
| Ciclista | Ciclista         | Equipo                | Tiempo          |
| 1.º | Allan Davis      | UniSA-Australia       | 3 h 13 min 48 s |
| 2.º | Mark Renshaw     | Crédit Agricole       | + 0 s           |
| 3.º | Mathew Hayman    | Rabobank              | + 0 s           |
| 4.º | Davide Vigano    | Quick Step            | + 0 s           |
| 5.º | André Greipel    | High Road             | + 0 s           |
| 6.º | Stuart O'Grady   | CSC                   | + 0 s           |
| 7.º | Pieter Jacobs    | Silence-Lotto         | + 0 s           |
| 8.º | Aurélien Clerc   | Bouygues Telecom      | + 0 s           |
| 9.º | Martin Elmiger   | AG2R-La Mondiale      | + 0 s           |
| 10.º | Philippe Gilbert | La Française des jeux | + 0 s           |

| \| Clasificación general \| Clasificación general \| Clasificación general \| Clasificación general \| Clasificación general \| \| Ciclista \| Ciclista \| Equipo \| Tiempo \| \| \| --------------------- \| --------------------- \| --------------------- \| --------------------- \| --------------------- \| \| 1.º \| Mark Renshaw \| Crédit Agricole \| 10 h 14 min 00 s \| \| \| 2.º \| Allan Davis \| UniSA-Australia \| + 2 s \| \| \| 3.º \| André Greipel \| High Road \| + 6 s \| \| |               |                 |                  |
| |               |                 |                  |
| |               |                 |                  |
| Clasificación general |               |                 |                  |
| Ciclista | Ciclista      | Equipo          | Tiempo           |
| 1.º | Mark Renshaw  | Crédit Agricole | 10 h 14 min 00 s |
| 2.º | Allan Davis   | UniSA-Australia | + 2 s            |
| 3.º | André Greipel | High Road       | + 6 s            |

### Etapa 4
| Mannum - Strathalbyn | etapa llana | (134 km) |

| \| Clasificación de la etapa \| Clasificación de la etapa \| Clasificación de la etapa \| Clasificación de la etapa \| Clasificación de la etapa \| \| Ciclista \| Ciclista \| Equipo \| Tiempo \| \| \| ------------------------- \| ------------------------- \| ------------------------- \| ------------------------- \| ------------------------- \| \| 1.º \| André Greipel \| High Road \| 3 h 14 min 46 s \| \| \| 2.º \| Mark Renshaw \| Crédit Agricole \| + 0 s \| \| \| 3.º \| José Joaquín Rojas \| Caisse d'Épargne \| + 0 s \| \| \| 4.º \| Matthew Goss \| CSC \| + 0 s \| \| \| 5.º \| Denis Flahaut \| Saunier Duval-Scott \| + 0 s \| \| \| 6.º \| Allan Davis \| UniSA-Australia \| + 0 s \| \| \| 7.º \| Graeme Brown \| Rabobank \| + 0 s \| \| \| 8.º \| Stuart O'Grady \| CSC \| + 0 s \| \| \| 9.º \| Davide Vigano \| Quick Step \| + 0 s \| \| \| 10.º \| Robert Förster \| Gerolsteiner \| + 0 s \| \| |                    |                     |                 |
| |                    |                     |                 |
| |                    |                     |                 |
| Clasificación de la etapa |                    |                     |                 |
| Ciclista | Ciclista           | Equipo              | Tiempo          |
| 1.º | André Greipel      | High Road           | 3 h 14 min 46 s |
| 2.º | Mark Renshaw       | Crédit Agricole     | + 0 s           |
| 3.º | José Joaquín Rojas | Caisse d'Épargne    | + 0 s           |
| 4.º | Matthew Goss       | CSC                 | + 0 s           |
| 5.º | Denis Flahaut      | Saunier Duval-Scott | + 0 s           |
| 6.º | Allan Davis        | UniSA-Australia     | + 0 s           |
| 7.º | Graeme Brown       | Rabobank            | + 0 s           |
| 8.º | Stuart O'Grady     | CSC                 | + 0 s           |
| 9.º | Davide Vigano      | Quick Step          | + 0 s           |
| 10.º | Robert Förster     | Gerolsteiner        | + 0 s           |

| \| Clasificación general \| Clasificación general \| Clasificación general \| Clasificación general \| Clasificación general \| \| Ciclista \| Ciclista \| Equipo \| Tiempo \| \| \| --------------------- \| --------------------- \| --------------------- \| --------------------- \| --------------------- \| \| 1.º \| Mark Renshaw \| Crédit Agricole \| 13 h 28 min 38 s \| \| \| 2.º \| André Greipel \| High Road \| + 4 s \| \| \| 3.º \| Allan Davis \| UniSA-Australia \| + 7 s \| \| |               |                 |                  |
| |               |                 |                  |
| |               |                 |                  |
| Clasificación general |               |                 |                  |
| Ciclista | Ciclista      | Equipo          | Tiempo           |
| 1.º | Mark Renshaw  | Crédit Agricole | 13 h 28 min 38 s |
| 2.º | André Greipel | High Road       | + 4 s            |
| 3.º | Allan Davis   | UniSA-Australia | + 7 s            |

### Etapa 5
| Willunga - Willunga | etapa llana | (147 km) |

| \| Clasificación de la etapa \| Clasificación de la etapa \| Clasificación de la etapa \| Clasificación de la etapa \| Clasificación de la etapa \| \| Ciclista \| Ciclista \| Equipo \| Tiempo \| \| \| ------------------------- \| ------------------------- \| ------------------------- \| ------------------------- \| ------------------------- \| \| 1.º \| André Greipel \| High Road \| 3 h 26 min 46 s \| \| \| 2.º \| Allan Davis \| UniSA-Australia \| + 0 s \| \| \| 3.º \| José Alberto Benítez \| Saunier Duval-Scott \| + 0 s \| \| \| 4.º \| Philippe Gilbert \| La Française des jeux \| + 0 s \| \| \| 5.º \| Michael Albasini \| Liquigas \| + 0 s \| \| \| 6.º \| Stuart O'Grady \| CSC \| + 0 s \| \| \| 7.º \| Mickaël Delage \| La Française des jeux \| + 0 s \| \| \| 8.º \| William Walker \| Rabobank \| + 0 s \| \| \| 9.º \| Jérôme Pineau \| Bouygues Telecom \| + 0 s \| \| \| 10.º \| José Joaquín Rojas \| Caisse d'Épargne \| + 0 s \| \| |                      |                       |                 |
| |                      |                       |                 |
| |                      |                       |                 |
| Clasificación de la etapa |                      |                       |                 |
| Ciclista | Ciclista             | Equipo                | Tiempo          |
| 1.º | André Greipel        | High Road             | 3 h 26 min 46 s |
| 2.º | Allan Davis          | UniSA-Australia       | + 0 s           |
| 3.º | José Alberto Benítez | Saunier Duval-Scott   | + 0 s           |
| 4.º | Philippe Gilbert     | La Française des jeux | + 0 s           |
| 5.º | Michael Albasini     | Liquigas              | + 0 s           |
| 6.º | Stuart O'Grady       | CSC                   | + 0 s           |
| 7.º | Mickaël Delage       | La Française des jeux | + 0 s           |
| 8.º | William Walker       | Rabobank              | + 0 s           |
| 9.º | Jérôme Pineau        | Bouygues Telecom      | + 0 s           |
| 10.º | José Joaquín Rojas   | Caisse d'Épargne      | + 0 s           |

| \| Clasificación general \| Clasificación general \| Clasificación general \| Clasificación general \| Clasificación general \| \| Ciclista \| Ciclista \| Equipo \| Tiempo \| \| \| --------------------- \| --------------------- \| --------------------- \| --------------------- \| --------------------- \| \| 1.º \| André Greipel \| High Road \| 16 h 55 min 18 s \| \| \| 2.º \| Allan Davis \| UniSA-Australia \| + 7 s \| \| \| 3.º \| José Joaquín Rojas \| Caisse d'Épargne \| + 20 s \| \| |                    |                  |                  |
| |                    |                  |                  |
| |                    |                  |                  |
| Clasificación general |                    |                  |                  |
| Ciclista | Ciclista           | Equipo           | Tiempo           |
| 1.º | André Greipel      | High Road        | 16 h 55 min 18 s |
| 2.º | Allan Davis        | UniSA-Australia  | + 7 s            |
| 3.º | José Joaquín Rojas | Caisse d'Épargne | + 20 s           |

### Etapa 6
| Adelaida - Adelaida | etapa llana | (88 km) |

| \| Clasificación de la etapa \| Clasificación de la etapa \| Clasificación de la etapa \| Clasificación de la etapa \| Clasificación de la etapa \| \| Ciclista \| Ciclista \| Equipo \| Tiempo \| \| \| ------------------------- \| ------------------------- \| ------------------------- \| ------------------------- \| ------------------------- \| \| 1.º \| André Greipel \| High Road \| 1 h 51 min 13 s \| \| \| 2.º \| Robert Förster \| Gerolsteiner \| + 0 s \| \| \| 3.º \| Graeme Brown \| Rabobank \| + 0 s \| \| \| 4.º \| José Joaquín Rojas \| Caisse d'Épargne \| + 0 s \| \| \| 5.º \| Robbie McEwen \| Silence-Lotto \| + 0 s \| \| \| 6.º \| Aurélien Clerc \| Bouygues Telecom \| + 0 s \| \| \| 7.º \| Mirco Lorenzetto \| Lampre \| + 0 s \| \| \| 8.º \| Allan Davis \| UniSA-Australia \| + 0 s \| \| \| 9.º \| Murilo Fischer \| Liquigas \| + 0 s \| \| \| 10.º \| Davide Vigano \| Quick Step \| + 0 s \| \| |                    |                  |                 |
| |                    |                  |                 |
| |                    |                  |                 |
| Clasificación de la etapa |                    |                  |                 |
| Ciclista | Ciclista           | Equipo           | Tiempo          |
| 1.º | André Greipel      | High Road        | 1 h 51 min 13 s |
| 2.º | Robert Förster     | Gerolsteiner     | + 0 s           |
| 3.º | Graeme Brown       | Rabobank         | + 0 s           |
| 4.º | José Joaquín Rojas | Caisse d'Épargne | + 0 s           |
| 5.º | Robbie McEwen      | Silence-Lotto    | + 0 s           |
| 6.º | Aurélien Clerc     | Bouygues Telecom | + 0 s           |
| 7.º | Mirco Lorenzetto   | Lampre           | + 0 s           |
| 8.º | Allan Davis        | UniSA-Australia  | + 0 s           |
| 9.º | Murilo Fischer     | Liquigas         | + 0 s           |
| 10.º | Davide Vigano      | Quick Step       | + 0 s           |

| \| Clasificación general \| Clasificación general \| Clasificación general \| Clasificación general \| Clasificación general \| \| Ciclista \| Ciclista \| Equipo \| Tiempo \| \| \| --------------------- \| --------------------- \| ------------------------------- \| --------------------- \| --------------------- \| \| 1.º \| André Greipel \| High Road \| 18 h 46 min 18 s \| \| \| 2.º \| Allan Davis \| UniSA-Australia \| + 15 s \| \| \| 3.º \| José Joaquín Rojas \| Caisse d'Épargne \| + 33 s \| \| \| 4.º \| Mickaël Delage \| La Française des jeux \| + 37 s \| \| \| 5.º \| Mickaël Buffaz \| Cofidis-Le Crédit par Téléphone \| + 37 s \| \| \| 6.º \| José Alberto Benítez \| Saunier Duval-Scott \| + 39 s \| \| \| 7.º \| Kjell Carlström \| Liquigas \| + 39 s \| \| \| 8.º \| Luis León Sánchez \| Caisse d'Épargne \| + 41 s \| \| \| 9.º \| Richie Porte \| UniSA-Australia \| + 41 s \| \| \| 10.º \| Stuart O'Grady \| CSC \| + 42 s \| \| |                      |                                 |                  |
| |                      |                                 |                  |
| |                      |                                 |                  |
| Clasificación general |                      |                                 |                  |
| Ciclista | Ciclista             | Equipo                          | Tiempo           |
| 1.º | André Greipel        | High Road                       | 18 h 46 min 18 s |
| 2.º | Allan Davis          | UniSA-Australia                 | + 15 s           |
| 3.º | José Joaquín Rojas   | Caisse d'Épargne                | + 33 s           |
| 4.º | Mickaël Delage       | La Française des jeux           | + 37 s           |
| 5.º | Mickaël Buffaz       | Cofidis-Le Crédit par Téléphone | + 37 s           |
| 6.º | José Alberto Benítez | Saunier Duval-Scott             | + 39 s           |
| 7.º | Kjell Carlström      | Liquigas                        | + 39 s           |
| 8.º | Luis León Sánchez    | Caisse d'Épargne                | + 41 s           |
| 9.º | Richie Porte         | UniSA-Australia                 | + 41 s           |
| 10.º | Stuart O'Grady       | CSC                             | + 42 s           |

## Clasificaciones finales

### Clasificación general
| \| Clasificación general \| Clasificación general \| Clasificación general \| Clasificación general \| Clasificación general \| \| Ciclista \| Ciclista \| Equipo \| Tiempo \| \| \| --------------------- \| --------------------- \| ------------------------------- \| --------------------- \| --------------------- \| \| 1.º \| André Greipel \| High Road \| 18 h 46 min 18 s \| \| \| 2.º \| Allan Davis \| UniSA-Australia \| + 15 s \| \| \| 3.º \| José Joaquín Rojas \| Caisse d'Épargne \| + 33 s \| \| \| 4.º \| Mickaël Delage \| La Française des jeux \| + 37 s \| \| \| 5.º \| Mickaël Buffaz \| Cofidis-Le Crédit par Téléphone \| + 37 s \| \| \| 6.º \| José Alberto Benítez \| Saunier Duval-Scott \| + 39 s \| \| \| 7.º \| Kjell Carlström \| Liquigas \| + 39 s \| \| \| 8.º \| Luis León Sánchez \| Caisse d'Épargne \| + 41 s \| \| \| 9.º \| Richie Porte \| UniSA-Australia \| + 41 s \| \| \| 10.º \| Stuart O'Grady \| CSC \| + 42 s \| \| |                      |                                 |                  |
| |                      |                                 |                  |
| Fuente: ProCyclingStats |                      |                                 |                  |
| Clasificación general |                      |                                 |                  |
| Ciclista | Ciclista             | Equipo                          | Tiempo           |
| 1.º | André Greipel        | High Road                       | 18 h 46 min 18 s |
| 2.º | Allan Davis          | UniSA-Australia                 | + 15 s           |
| 3.º | José Joaquín Rojas   | Caisse d'Épargne                | + 33 s           |
| 4.º | Mickaël Delage       | La Française des jeux           | + 37 s           |
| 5.º | Mickaël Buffaz       | Cofidis-Le Crédit par Téléphone | + 37 s           |
| 6.º | José Alberto Benítez | Saunier Duval-Scott             | + 39 s           |
| 7.º | Kjell Carlström      | Liquigas                        | + 39 s           |
| 8.º | Luis León Sánchez    | Caisse d'Épargne                | + 41 s           |
| 9.º | Richie Porte         | UniSA-Australia                 | + 41 s           |
| 10.º | Stuart O'Grady       | CSC                             | + 42 s           |

### Clasificación de la montaña
| Clasificación de la montaña | Clasificación de la montaña | Clasificación de la montaña     | Clasificación de la montaña | Clasificación de la montaña |
| Ciclista                    | Ciclista                    | Equipo                          | Puntos                      |                             |
| --------------------------- | --------------------------- | ------------------------------- | --------------------------- | --------------------------- |
| 1.º                         | Philippe Gilbert            | La Française des jeux           | 38 pts                      |                             |
| 2.º                         | David Moncoutié             | Cofidis-Le Crédit par Téléphone | 22 pts                      |                             |
| 3.º                         | Mathieu Perget              | Caisse d'Épargne                | 18 pts                      |                             |
| 4.º                         | Mickaël Delage              | La Française des jeux           | 16 pts                      |                             |
| 5.º                         | Arkaitz Durán               | Saunier Duval-Scott             | 16 pts                      |                             |
| 6.º                         | Stéphane Poulhiès           | AG2R-La Mondiale                | 16 pts                      |                             |
| 7.º                         | Kjell Carlström             | Liquigas                        | 12 pts                      |                             |
| 8.º                         | Luis León Sánchez           | Caisse d'Épargne                | 12 pts                      |                             |
| 9.º                         | Jon Bru                     | Euskaltel-Euskadi               | 12 pts                      |                             |
| 10.º                        | Yoann Offredo               | La Française des jeux           | 12 pts                      |                             |

### Clasificación de los puntos
| Clasificación por puntos | Clasificación por puntos | Clasificación por puntos        | Clasificación por puntos | Clasificación por puntos |
| Ciclista                 | Ciclista                 | Equipo                          | Puntos                   |                          |
| ------------------------ | ------------------------ | ------------------------------- | ------------------------ | ------------------------ |
| 1.º                      | André Greipel            | High Road                       | 38 pts                   |                          |
| 2.º                      | Allan Davis              | UniSA-Australia                 | 34 pts                   |                          |
| 3.º                      | Mark Renshaw             | Crédit Agricole                 | 24 pts                   |                          |
| 4.º                      | Graeme Brown             | Rabobank                        | 14 pts                   |                          |
| 5.º                      | Mickaël Delage           | La Française des jeux           | 12 pts                   |                          |
| 6.º                      | Mickaël Buffaz           | Cofidis-Le Crédit par Téléphone | 12 pts                   |                          |
| 7.º                      | Carlo Westphal           | Gerolsteiner                    | 12 pts                   |                          |
| 8.º                      | Robert Förster           | Gerolsteiner                    | 12 pts                   |                          |
| 9.º                      | Yoann Offredo            | La Française des jeux           | 10 pts                   |                          |
| 10.º                     | José Joaquín Rojas       | Caisse d'Épargne                | 10 pts                   |                          |

### Clasificación de los jóvenes
| Clasificación del mejor joven | Clasificación del mejor joven | Clasificación del mejor joven | Clasificación del mejor joven | Clasificación del mejor joven |
| Ciclista                      | Ciclista                      | Equipo                        | Tiempo                        |                               |
| ----------------------------- | ----------------------------- | ----------------------------- | ----------------------------- | ----------------------------- |
| 1.º                           | José Joaquín Rojas            | Caisse d'Épargne              | 18 h 46 min 51 s              |                               |
| 2.º                           | Mickaël Delage                | La Française des jeux         | + 4 s                         |                               |
| 3.º                           | Richie Porte                  | UniSA-Australia               | + 8 s                         |                               |
| 4.º                           | Pieter Jacobs                 | Silence-Lotto                 | + 10 s                        |                               |
| 5.º                           | William Walker                | Rabobank                      | + 10 s                        |                               |
| 6.º                           | Arkaitz Durán                 | Saunier Duval-Scott           | + 10 s                        |                               |
| 7.º                           | Ivan Santaromita              | Liquigas                      | + 10 s                        |                               |
| 8.º                           | Mathieu Perget                | Caisse d'Épargne              | + 10 s                        |                               |
| 9.º                           | Davide Vigano                 | Quick Step                    | + 1 min 06 s                  |                               |
| 10.º                          | Kevin Seeldraeyers            | Quick Step                    | + 1 min 53 s                  |                               |

### Clasificación por equipos
| Clasificación por equipos | Clasificación por equipos       | Clasificación por equipos | Clasificación por equipos |
| Equipo                    | Equipo                          | Tiempo                    |                           |
| ------------------------- | ------------------------------- | ------------------------- | ------------------------- |
| 1.º                       | La Française des jeux           | 56 h 21 min 03 s          |                           |
| 2.º                       | Saunier Duval-Scott             | + 0 s                     |                           |
| 3.º                       | Caisse d'Épargne                | + 0 s                     |                           |
| 4.º                       | Liquigas                        | + 0 s                     |                           |
| 5.º                       | Euskaltel-Euskadi               | + 0 s                     |                           |
| 6.º                       | Silence-Lotto                   | + 0 s                     |                           |
| 7.º                       | Cofidis-Le Crédit par Téléphone | + 0 s                     |                           |
| 8.º                       | UniSA-Australia                 | + 0 s                     |                           |
| 9.º                       | AG2R-La Mondiale                | + 56 s                    |                           |
| 10.º                      | Astana                          | + 56 s                    |                           |

## Evolución de las clasificaciones
| Etapa (Vencedor)         | Clasificación general | Clasificación de la montaña | Clasificación de los sprints | Clasificación de los jóvenes | Clasificación por equipos |
| ------------------------ | --------------------- | --------------------------- | ---------------------------- | ---------------------------- | ------------------------- |
| 1ª etapa (Mark Renshaw)  | Mark Renshaw          | Philippe Gilbert            | Mickaël Buffaz               | José Joaquín Rojas           | Ag2r La Mondiale          |
| 2ª etapa (André Greipel) | Graeme Brown          | Philippe Gilbert            | Mickaël Buffaz               | José Joaquín Rojas           | Astana                    |
| 3ª etapa (Allan Davis)   | Mark Renshaw          | Philippe Gilbert            | Mark Renshaw                 | José Joaquín Rojas           | High Road                 |
| 4ª etapa (André Greipel) | Mark Renshaw          | Philippe Gilbert            | Mark Renshaw                 | José Joaquín Rojas           | CSC                       |
| 5ª etapa (André Greipel) | André Greipel         | Philippe Gilbert            | André Greipel                | José Joaquín Rojas           | Française des Jeux        |
| 6ª etapa (André Greipel) | André Greipel         | Philippe Gilbert            | André Greipel                | José Joaquín Rojas           | Française des Jeux        |
| Final                    | André Greipel         | Philippe Gilbert            | André Greipel                | José Joaquín Rojas           | Française des Jeux        |